# خانه عزیزاله تیمناک
خانه عزیزاله تیمناک مربوط به دوره قاجار است و در شیراز، محله سرباغ اول، کوچه هفت پیچ، پ ۲ + ۱۱ واقع شده و این اثر در تاریخ ۱۰ خرداد ۱۳۸۲ با شمارهٔ ثبت ۸۷۰۵ به‌عنوان یکی از آثار ملی ایران به ثبت رسیده است.